# Namnskydd
Namnskydd är ett begrepp som används inom livsmedelsbranschen för att garantera en produkts innehåll. Exempelvis får vem som helst tillverka en produkt och kalla den för "Falukorv" förutsatt att produkten innehåller det för falukorv specificerade innehållet. Det måste exempelvis vara en viss procentandel köttinnehåll. Dessutom finns det ett antal andra matprodukter, som kalvsylta, leverpastej med flera som är skyddade. Endast de exakta namnen är skyddade, vilket gör att till exempel mors falukorv, smålandssylta och lunchkorv inte behöver leva upp till specifikationerna.
Enligt franska bestämmelser med delvis internationell räckvidd får en dryck benämnas champagne endast om den är framställd inom regionen Champagne, och likadant cognac endast om den är framställd inom arrondissementet Cognac.
Av liknande skäl är Svensk roquefortost numera en otillbörlig benämning.